# بيل كامبل (معلق رياضي)
بيل كامبل (بالإنجليزية: Bill Campbell)‏ هو معلق رياضي أمريكي، ولد في 7 سبتمبر 1923، وتوفي في 6 أكتوبر 2014.